# Han (Kotor)
Pour les articles homonymes, voir Han.
Han (en serbe cyrillique : Хан) est un village du sud-ouest du Monténégro, dans la municipalité de Kotor.

## Démographie

### Évolution historique de la population
| 1948 | 1953 | 1961 | 1971 | 1981 | 1991 | 2003 |
| ---- | ---- | ---- | ---- | ---- | ---- | ---- |
| 277  | 259  | 224  | 154  | 96   | 72   | 60   |